# Questa, Novi Meksiko
Questa je selo u okrugu Taosu u američkoj saveznoj državi Novom Meksiku. Prema popisu stanovništva SAD 2000. u ovdje je živjelo 1864 stanovnika. Nalazi se na Začaranom krugu, slikovitoj sporednoj cesti. 

## Zemljopis
Nalazi se na 36°42′23″N 105°35′35″W / 36.70639°N 105.59306°W (36.706302, -105.593058). Prema Uredu SAD-a za popis stanovništva, zauzima 13,2 km2 površine, sve suhozemne.

## Gospodarstvo
Gospodarstvo se danas zasniva na turizmu i poljodjelstvu. Donedavno je važno mjesto predstavljao Chevronov rudnik molibdena. Mnogi stanovnici putuju na posao u Taos i Angel Fire.

## Stanovništvo
Prema podatcima popisa 2000. u Questi bilo je 1864 stanovnika, 741 kućanstvo i 512 obitelji, a stanovništvo po rasi bili su 50,16% bijelci, 0,11% afroamerikanci, 0,70% Indijanci, 0,05% Azijci, 0,11% tihooceanski otočani, 43,40% ostalih rasa, 5,47% dviju ili više rasa. Hispanoamerikanaca i Latinoamerikanaca svih rasa bilo je 80,53%.

## Vanjske poveznice
- The Taos News - The newspaper of record for Taos County
- Chevron Mining  Arhivirana inačica izvorne stranice od 17. travnja 2009. (Wayback Machine)
- Questa profile at City Data
- Questa profile na stranicama Nacionalne šume Carson